# Alvin és a Mókusok
Alvin és a mókusok est un groupe hongrois de punk rock, originaire de Nyíregyháza. Très célèbre dans son pays, où il enchaîne les tournées et les apparitions dans les festivals (notamment au Sziget), ce trio est souvent considéré comme l'équivalent magyar de NOFX.

## Histoire

### Débuts
Alvin és a Mókusok se forme en 1994 à Nyíregyháza. En français, le nom du groupe signifie Alvin et les chipmunks, qui s'inspire sans doute du groupe fictif homonyme. À sa création, le groupe comprend Alvin, Virus et Kisbéres. Ce dernier est remplacé après son départ du groupe en 1996 par Gergö, qui n'a alors que douze ans et avec qui Alvin és a mókusok enregistre Jópofa. Virus quitte à son tour en 1997 et le groupe accueille une jeune fille, Viki, à sa place en tant que bassiste.
Alvin et Viki se partagent les tâches vocales, soit qu'ils chantent chacun un titre ou qu'ils alternent chant masculin et féminin à l'intérieur d'un morceau. Le groupe est également pourvu d'une section de cuivres, certaines de leurs chansons étant proches du ska punk d'un groupe comme Slapstick, par exemple. Sur une base de punk rock classique des années 1990, Alvin és a mókusok n'hésite pas à  intégrer des éléments traditionnels et tziganes, du reggae, du metal ou du hardcore à leur musique et à varier les rythmes des compositions, les derniers albums étant en cela les plus représentatifs de la versatilité du groupe qui se développe et s'affine avec chaque nouvel album.

### Années 2000
Ils chantent en hongrois, mais sortent en 2001 3 Slices of Dragon Pizza, un split avec Moronique (pop punk autrichien) et Falcongate (hardcore mélodique hongrois) composé de chansons en anglais (des compositions anciennes traduites). Leurs albums sont tous sortis sur leur propre label, Alvin Records, basé à Nyíregyháza.
Leurs premiers albums sont tous enregistrés sur cassette, et ce n'est qu'à partir d'Emberek és Állatok (trad. : Des hommes et des animaux), en 1999, qu'ils sortent sur support CD. Les albums précédents sont par la suite réédités sur CD en deux fois, à raison de deux par disque. En 2001 et 2003, Alvin és a mókusok ont, à la façon de Me First and the Gimme Gimmes sorti deux disques de reprises punk de morceaux classiques de la variété hongroise, intitulés Punkpopsuperstar. Et en 2005 sont mis sur le marché deux compilations best-of, contenant chacune, en plus d'anciens titres, deux nouvelles chansons. Leurs derniers albums, Mi ilyenkor szoktunk sírni! et A végén majd meghajlunk sortent respectivement en 2006 et 2008.

### Depuis les années 2010
En 2013, le groupe célèbre ses vingt ans d'existence avec un concert anniversaire de deux jours en décembre sur le bateau A38 Hajó. À cette occasion, les concerts sont publiées en quatre clips,,,. Au début de 2014, ils terminent l'enregistrement de nouvelles chansons, et annoncent un nouvel album pour la fin de l'année. En août 2014, le groupe annonce la sortie de l'album pour le 21 novembre 2014 sous le titre Konfliktus.
En 2015, le groupe joue sa plus longue tournée en date, tournant dans six autres pays (Autriche, Royaume-Uni, Allemagne, Roumanie, Serbie, Slovaquie) et dans plusieurs villes locales en Hongrie. Le 27 novembre 2015 sort la première partie d'un double album. La deuxième partie sera prévue et publiée en 2016.

## Membres

### Membres actuels
- Pásztor István (Alvin) - guitare, chant (depuis 1993), basse (depuis 2006)
- Csoma Viktória - chant, basse (1998-2006, depuis 2006)
- Figula Gergő - batterie (1996-2009, depuis 2017)
- Dul Sándor - chant, guitare (depuis 2013)

### Anciens membres
- Vígh János (Vírus) - basse (1993-1998)
- Bánfalvi László - guitare (2006)
- Béres Gábor (Kisbéres) - batterie (1993-1996)
- Nagy Dániel - batterie (2009)
- Bánfalvi Zoltán - batterie (2009-2011)
- Szirota Márió - batterie (2011-2017)

## Discographie

### Albums studio
- 1995 : Jézusnak volt-e szakálla?!
- 1996 : Jópofa
- 1997 : Nem akarunk mi bántani senkit!?
- 1998 : Máshol jársz
- 1999 : Emberek és Állatok
- 2000 : Az élet szaga
- 2001 : Valahol, ott a lábad előtt
- 2004 : Most is ugyanolyan jó
- 2006 : Mi ilyenkor szoktunk sírni!
- 2008 : A végén majd meghajlunk

### Reprises
- 2001 : Punkpopsuperstar
- 2003 : Punkpopsuperstar 2

### Split
- 2001 : 3 Slices of Dragon Pizza

### Best of
- 2005 : Alvinmánia 1. rész
- 2005 : Alvinmánia 2. rész

## Vidéographie
- Pont Jókor (d'Az élet szaga)
- Rémálom (de Jópofa)
- Kicsit (de Valahol, ott a lábad előtt)
- Hajnal (de Punkpopsuperstar 2)
- Sziámi (de Most is ugyanolyan jó)
- Mikor a földön véget ért az élet... (d'Alvinmánia 2. rész)
- Én még tükörbe tudok nézni (de Mi ilyenkor szoktunk sírni!)
- Illúzió (de A végén majd meghajlunk)
- Istenek szemével (de A végén majd meghajlunk)